# Маккой, Джеймс Рассел
Маккой, Джеймс Рассел (англ. James Russell McCoy; 4 сентября 1845, Адамстаун, Британские заморские территории — 14 февраля 1924, Адамстаун, Британские заморские территории) — правитель острова Питкэрн из рода Маккой. Семь раз назначался магистратом британской заморской территории Острова Питкэрн.

## Биография
Джеймс Рассел Маккой родился 4 сентября 1845 год. Его родителями были Мэтью Маккой и Маргарет Кристиан, дети бунтовщиков с HMS Bounty и таитянских женщин, которые поселились на острове Питкэрн в конце XVIII века.
Маккой был одним из первых поселенцев, вернувшихся на Питкэрн с острова Норфолк в 1859 году. 25 декабря 1864 года он женился на Элизе Коффин Палмер Янг, дочери Саймона Янга и Мэри Баффет Кристиан. В 70-х и 80-х годах XIX века неоднократно назначался магистратом острова Питкэрн. Его образ был перенесён в литературу. В рассказе Марка Твена 1879 года «Великая революция на Питкэрне» появляется как магистрат «Джеймс Рассел Ники». В этом рассказе он вынужден уйти в отставку из-за политической интриги американца Баттерворта Стейвли. Джек Лондон также использует образ Маккоя в рассказе «Семя Маккоя», основанном на реальном инциденте произошедшем в 1900 году.
Его сын Мэтью Эдмонд Маккой также служил магистратом и был одним из последних островитян, носивших фамилию Маккой. Джеймс Рассел Маккой приходится дедом Уоррену Клайву Кристиану и Ивана Кристиану, а также прадедом Стиву Кристиану и Бренде Кристиан.